# Teucholabis strumosa
Teucholabis strumosa är en tvåvingeart som beskrevs av Alexander 1942. Teucholabis strumosa ingår i släktet Teucholabis och familjen småharkrankar.
Artens utbredningsområde är Ecuador. Inga underarter finns listade i Catalogue of Life.